# Simone Fontecchio
Simone Fontecchio (Pescara, Abruzos, 9 de diciembre de 1995) es un baloncestista italiano que pertenece a la plantilla de los Miami Heat de la NBA. Con 2,01 metros de estatura, juega en la posición de alero.

## Trayectoria deportiva

### Inicios
En su etapa juvenil participó en importantes torneos y partidos, como el Jordan Brand Classic en 2011, el Torneo Albert Schweitzer en 2012 o el Euroleague Basketball Next Generation Tournament en 2013.

### Profesional
Comenzó su andadura profesional en 2012 en las filas del Virtus Bologna, donde en su primera temporada promedió 2,7 puntos y 1,4 rebotes por partido. En la temporada 2014-15 fue nombrado mejor jugador sub-22 de la liga, después de promediar 7,0 puntos y 2,1 rebotes por partido.
La temporada siguiente mejoró sus estadísticas hasta los 9,3 puntos y 3,5 rebotes por partido, pero tras el descenso del equipo a la Legadue se desvinculó del mismo, fichando en julio de 2016 por el Olimpia Milano.
En diciembre de 2017 fue cedido al Vanoli Cremona.
El 18 de julio de 2019, firma por el Reggio Emilia de la Lega Basket Serie A (LBA).
En julio de 2020, se compromete con el ALBA Berlín de la Basketball Bundesliga, tras jugar la temporada 2019-20 en las filas del Pallacanestro Reggiana. Con la camiseta del ALBA Berlín, promedió más de 10 puntos y 3,4 rebotes por encuentro. 
En julio de 2021 ficha por el Saski Baskonia, para las próximas tres temporadas.
Pero tras su año por España, el 18 de julio de 2022, firma un contrato por dos temporadas y $6 millones con los Utah Jazz de la NBA.
El 8 de febrero de 2024 es traspasado a Detroit Pistons a cambio de Kevin Knox.
En julio de 2024 firma una extensión de contrato con los Pistons, por dos temporadas y $16 millones.

### Selección nacional
Fontecchio ha sido un fijo en todas las categorías inferiores de la selección de Italia, tanto en la U16, la U18 o la U20. Debutó con la selección absoluta en el All-Star de la liga italiana de 2014, disputando posteriormente dos amistosos más.
En verano de 2021, disputó el torneo preolímpico, llegando a casi 20 puntos por partido con un 54% de acierto en triples. Luego fue parte de la selección absoluta italiana que participó en los Juegos Olímpicos de Tokio 2020, que quedó en quinto lugar.
En septiembre de 2022 disputó con el combinado absoluto italiano el EuroBasket 2022, finalizando en séptima posición.
Durante agosto y septiembre de 2023 fue integrante de la selección de Italia que participó en el Mundial de 2023 celebrado en Asia, y que finalizó en octavo lugar.
El 2 de julio de 2025 es enviado a los Miami Heat como parte del traspaso de Duncan Robinson a los Pistons.

## Estadísticas de su carrera en la NBA

### Temporada regular
| Año     | Equipo  | PJ  | PT | MPP  | %TC  | %3P  | %TL  | RPP | APP | ROB | TPP | PPP  |
| ------- | ------- | --- | -- | ---- | ---- | ---- | ---- | --- | --- | --- | --- | ---- |
| 2022-23 | Utah    | 52  | 6  | 14.7 | .369 | .330 | .795 | 1.7 | .8  | .3  | .2  | 6.3  |
| 2023-24 | Utah    | 50  | 34 | 23.2 | .450 | .391 | .800 | 3.5 | 1.5 | .6  | .4  | 8.9  |
| 2023-24 | Detroit | 16  | 9  | 30.3 | .479 | .426 | .846 | 4.4 | 1.8 | .9  | .3  | 15.4 |
| 2024-25 | Detroit | 75  | 0  | 16.5 | .402 | .335 | .833 | 2.9 | .9  | .4  | .2  | 5.9  |
| Total   | Total   | 193 | 49 | 18.9 | .419 | .363 | .820 | 2.8 | 1.1 | .5  | .2  | 7.6  |